# Новоподілля
Новоподі́лля (засноване переселенцями із Поділля, звідси назва «Нове Поділля», «Новоподілля») — село в Україні, у Нечаянській сільській громаді Миколаївського району Миколаївської області. Населення становить 117 осіб.

## Населення

### Мова
Розподіл населення за рідною мовою за даними перепису 2001 року:
| Мова       | Кількість | Відсоток |
| ---------- | --------- | -------- |
| українська | 113       | 96.58%   |
| російська  | 3         | 2.56%    |
| вірменська | 1         | 0.86%    |
| Усього     | 117       | 100%     |